# St. Andreas (Biberberg)

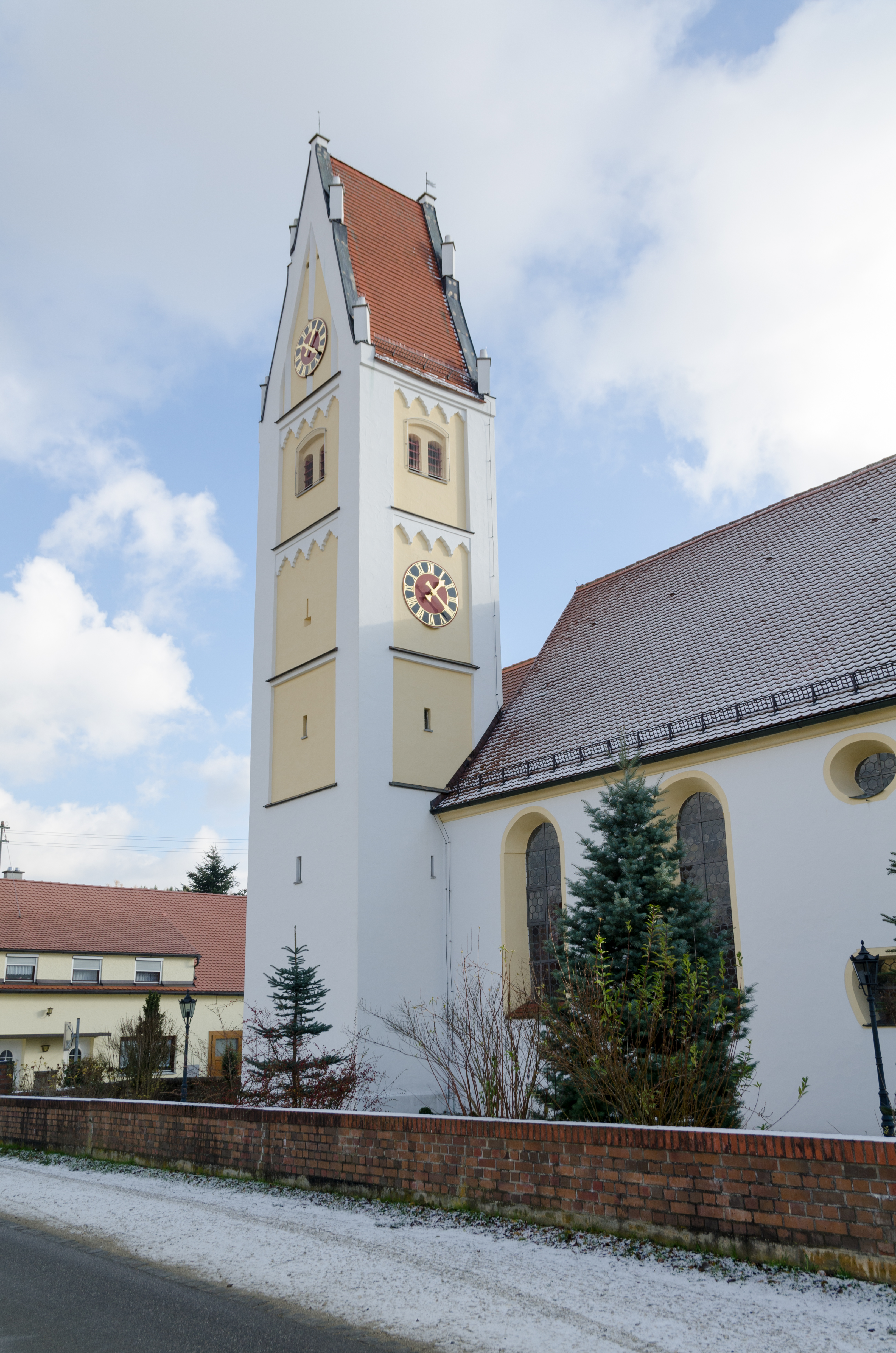
St. Andreas in Biberberg

Die römisch-katholische Filialkirche St. Andreas steht in Biberberg, einem Gemeindeteil von Pfaffenhofen an der Roth im Landkreis Neu-Ulm von Bayern. Das Bauwerk ist in der Liste der Baudenkmäler in Pfaffenhofen an der Roth unter der Nr. D-7-75-143-14 eingetragen. Sie gehört zum Bistum Augsburg. 

## Beschreibung
Die in der zweiten Hälfte des 15. Jahrhunderts gebaute spätgotische Saalkirche wurde 1738/40 verändert. Sie besteht aus einem Langhaus, einem eingezogenen Chor im Osten, einem Chorflankenturm an der Nordwand und der Sakristei an der Südwand des Chors. Der Chorflankenturm ist quer mit einem Satteldach zwischen den mit Fialen verzierten Giebeln bedeckt. Die Zifferblätter der Turmuhr befinden sich in den Giebeln und im obersten Geschoss. Darunter befindet sich hinter den als Biforien gestalteten Klangarkaden der Glockenstuhl. Der Innenraum des Langhauses ist mit einer Flachdecke überspannt. Zur Kirchenausstattung gehört ein 1748 gebauter Hochaltar, auf dessen Antependium die Anbetung der Hirten zu sehen ist. Auf dem Altarretabel ist der heilige Andreas dargestellt. Ein um 1580 entstandenes querrechteckiges Tafelbild zeigt die Kreuztragung Christi.